# Plac Henryka Dąbrowskiego w Łodzi
Plac im. gen. Jana Henryka Dąbrowskiego – plac w centrum w Łodzi, w dzielnicy Śródmieście, ograniczony ulicami Sterlinga, Jaracza i Narutowicza. 

## Historia
Plac ten pełnił w XIX wieku rolę centrum sprzedaży wyrobów pobliskiej (znajdującej się w miejscu dzisiejszego Hotelu Polonia-Palast) cegielni – stąd jego dawne nazwy:
| Lata      | Nazwa                                  |
| --------- | -------------------------------------- |
| ?         | Cegielniany Rynek vel Cegielniany Plac |
| 1915      | Targowy Rynek                          |
| 1915-1918 | Marktplatz                             |
| 1918-1930 | Targowy Rynek                          |
| 1930-1940 | Plac Gen. Henryka Dąbrowskiego         |
| 1940-1945 | Hindenburgplatz                        |

Przed I wojną światową plac (wówczas o kształcie wydłużonego południkowo rombu) zaczął uzyskiwać nowy kształt dzięki powstającemu przy nim ciągowi wielkomiejskich kamienic; ówczesną dominantą był gmach Szkoły Zgromadzenia Kupców, przy którym wytyczono park miejski.
W okresie międzywojennym opracowano plan przebudowy placu, wpisujący się w szersze starania, mające na celu nadanie tej części miasta atrakcyjniejszego wyglądu, m.in. poprzez przebudowę dworca kolejowego Łódź Fabryczna i jego okolicy.
Obraz placu zaczął zmieniać się w XX wieku. W latach 1927–1930 stanął Sąd Okręgowy – obecnie Sąd Apelacyjny (projekt J. Kaban-Korski), zajmując część wschodniej pierzei placu. Wraz z budową gmachu sądowego plac uporządkowano, wytyczono alejki z ławkami i zainstalowano oświetlanie elektryczne w miejsce gazowego.
Na placu w latach 1949-1966 wybudowano Teatr Wielki.

## Współcześnie
Na północy stoi Willa Jakuba Kestenberga. Od strony zachodniej z placem sąsiaduje budynek Collegium Anatomicum.
Plac Dąbrowskiego to także duży węzeł komunikacyjny. Zatrzymuje się tu kilkanaście linii tramwajowych i autobusowych. Wraz z przebudową ulic wokół placu powstał wspólny przystanek dla obu środków lokomocji oraz likwidacji uległa krańcówka, która została przeniesiona pod budynek Dworca Fabrycznego. Decyzja ta zapadła po przedstawieniu przez władze Łodzi wizji modernizacji placu. Główną jego atrakcją jest fontanna w kształcie fali projektu architekta Rafała Szrajbera. Remont rozpoczął się 11 marca 2009 r. i zakończył w połowie sierpnia tego samego roku. Oficjalna prezentacja nowego placu nastąpiła 24 sierpnia w samo południe, a wieczorem zaprezentowano wodno-świetlny pokaz, na który przybyły tłumy łodzian. Budowa samej fontanny pochłonęła 5 milionów złotych, a cała modernizacja (wraz z placem) kosztowała miasto ok. 16 milionów złotych. Pierwszym wydarzeniem  na nowym placu był koncert Siedem bram Jerozolimy pod batutą Krzysztofa Pendereckiego, który odbył się 29 sierpnia w ramach obchodów 65. rocznicy likwidacji przez Niemców łódzkiego getta.
Po zmodernizowaniu płyty placu przewidziana jest przebudowa ul. Narutowicza w reprezentacyjny bulwar, który stać ma się częścią Nowego Centrum Łodzi.

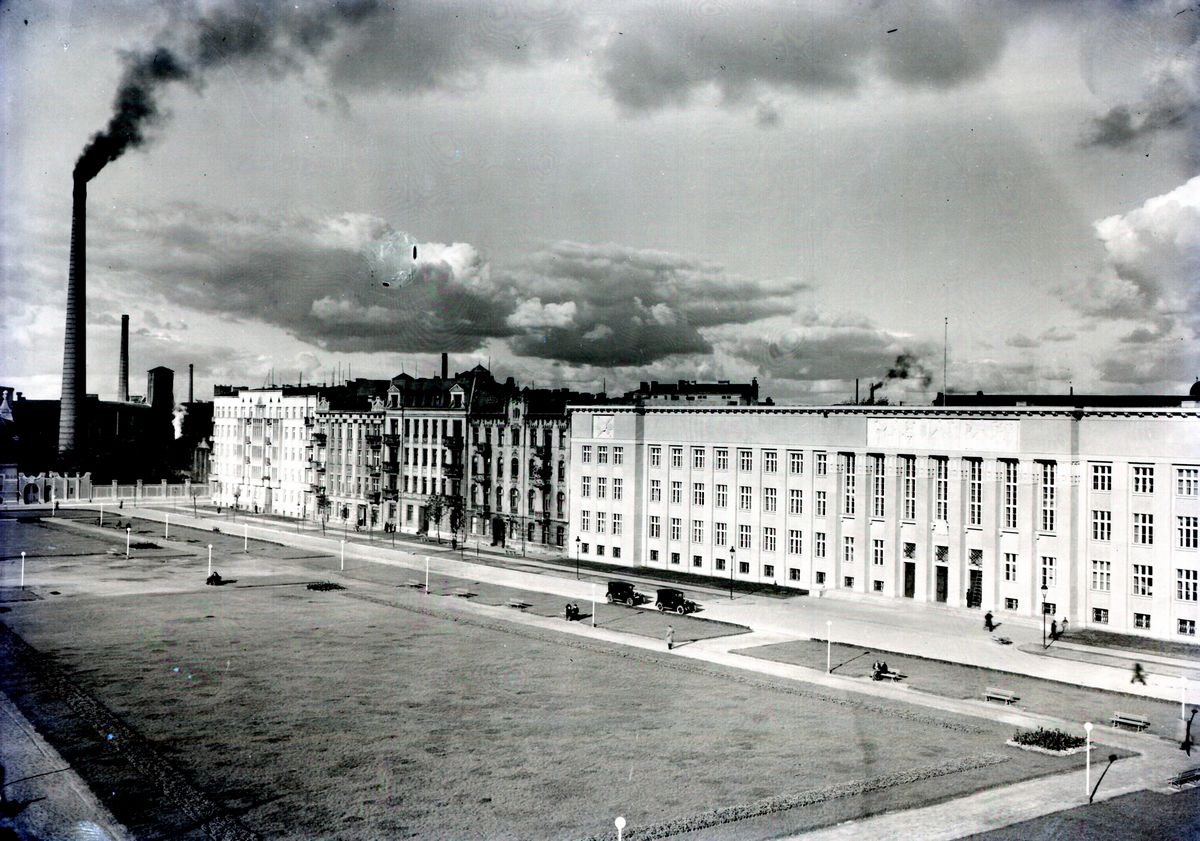
Plac Dąbrowskiego w 1930
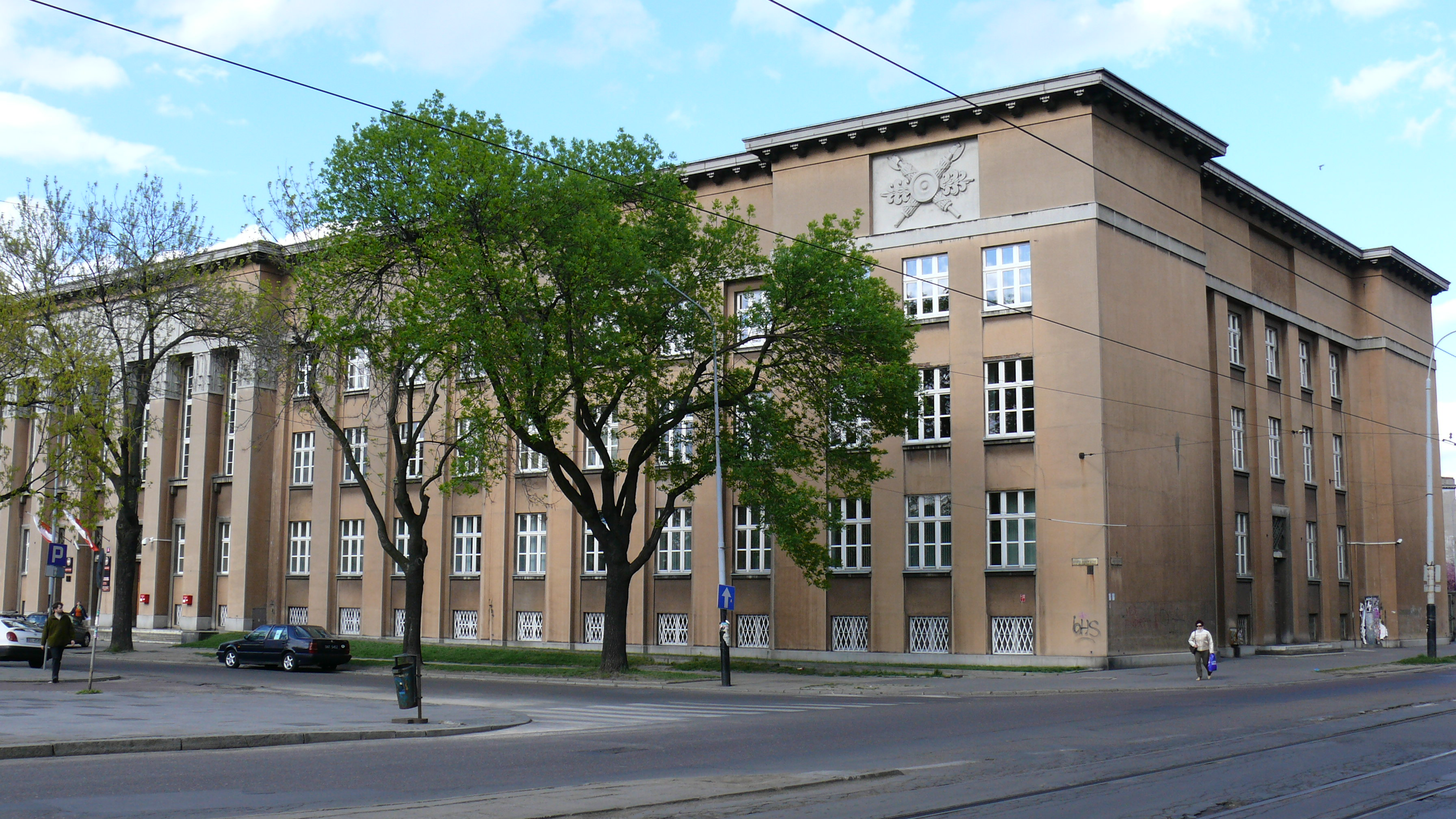
Budynek Sądu Okręgowego i Apelacyjnego w Łodzi
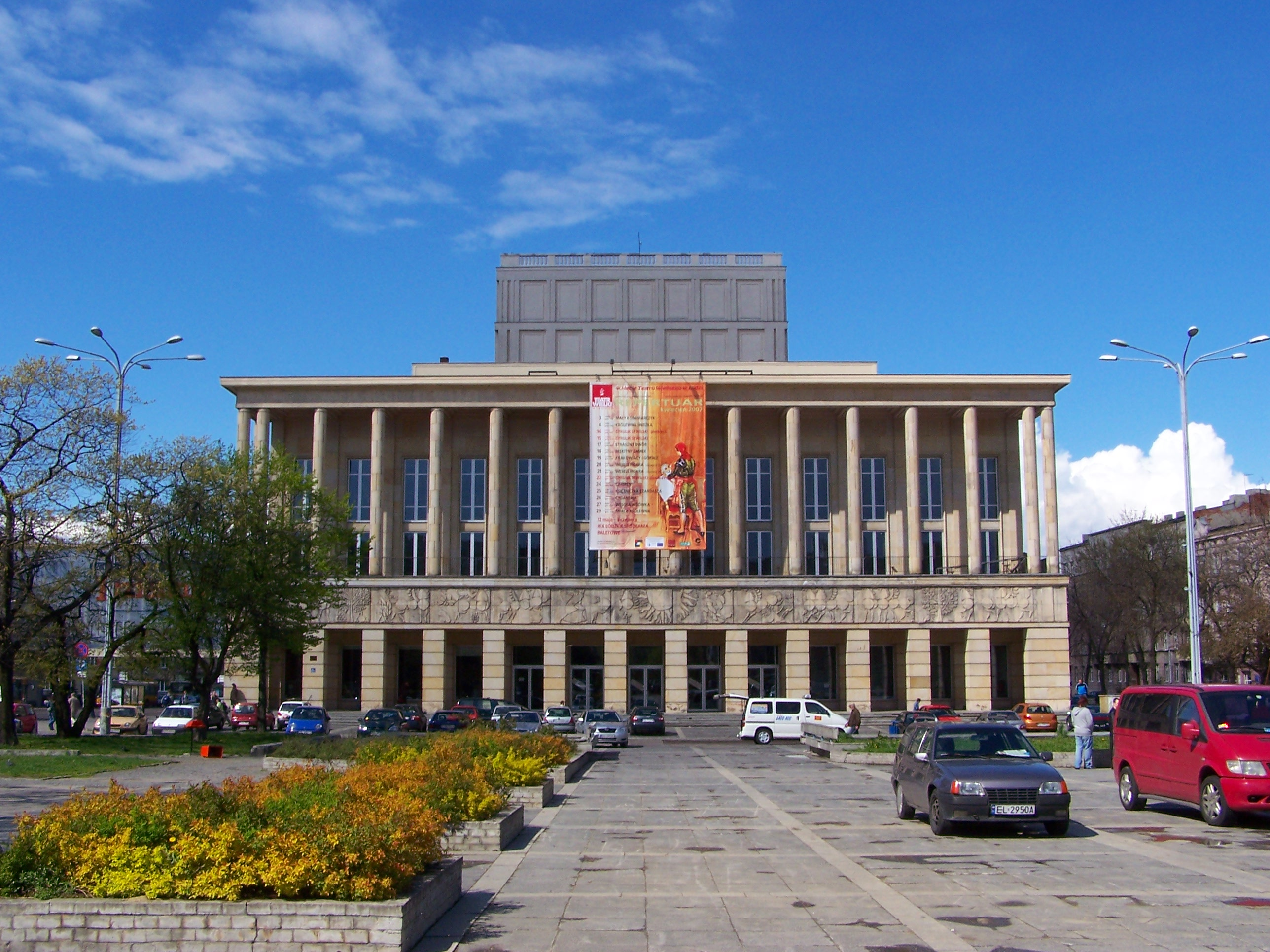
Teatr Wielki na Placu Dąbrowskiego przed rokiem 2009
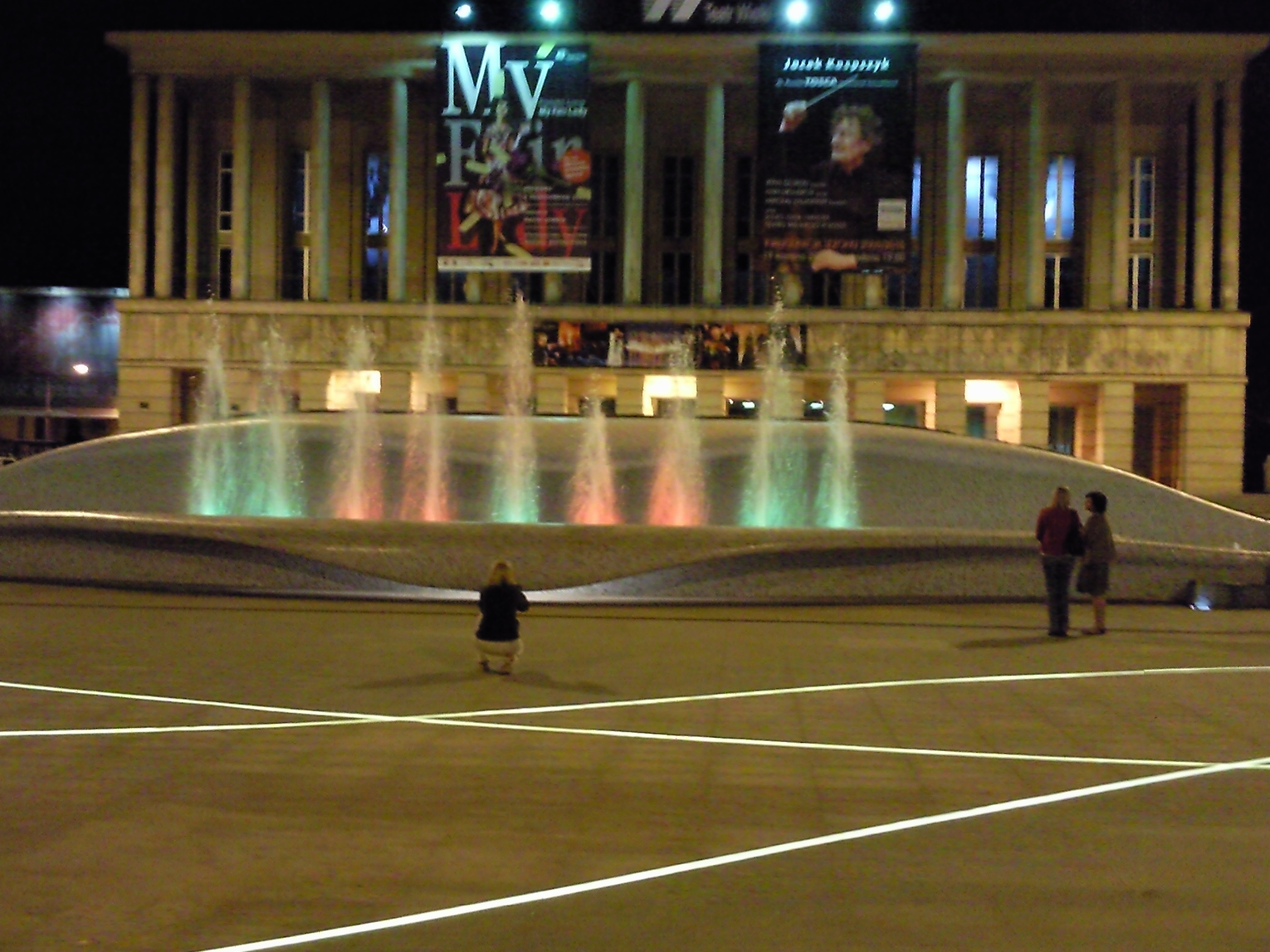
Fontanna przed Teatrem Wielkim (2009)
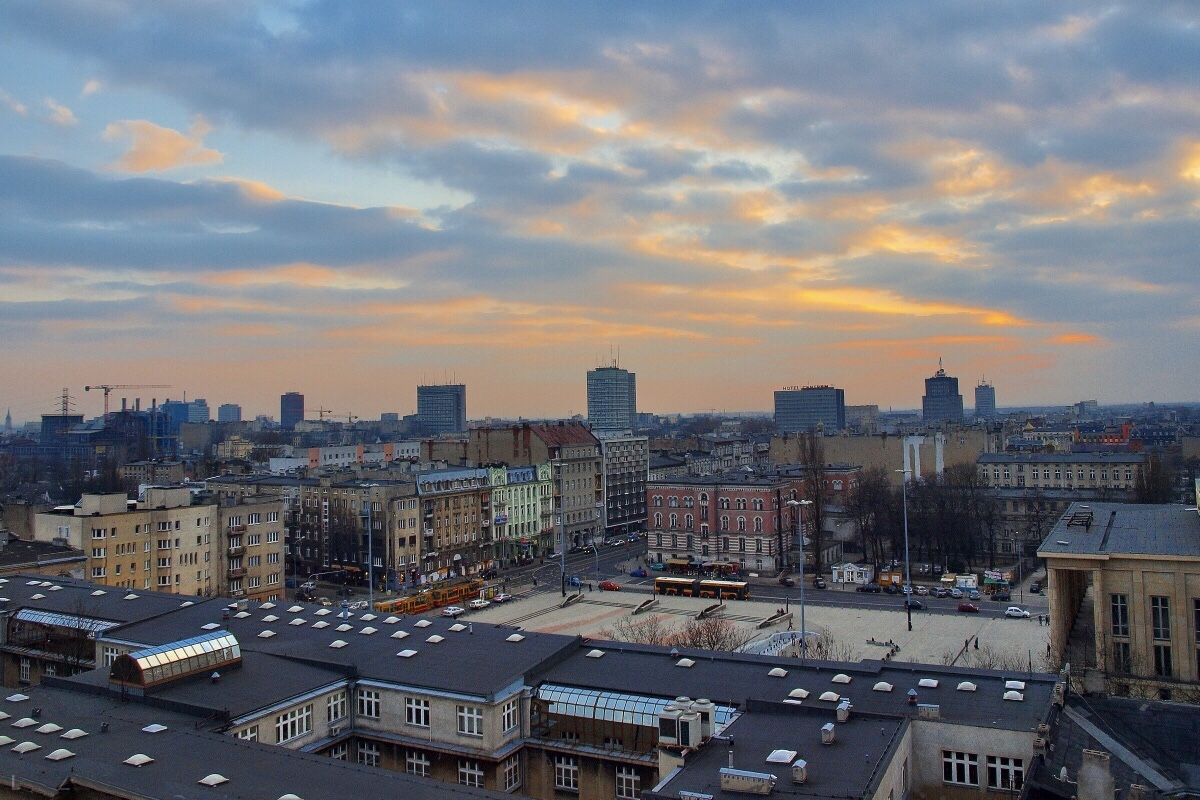
Plac Dąbrowskiego z dachu bloku
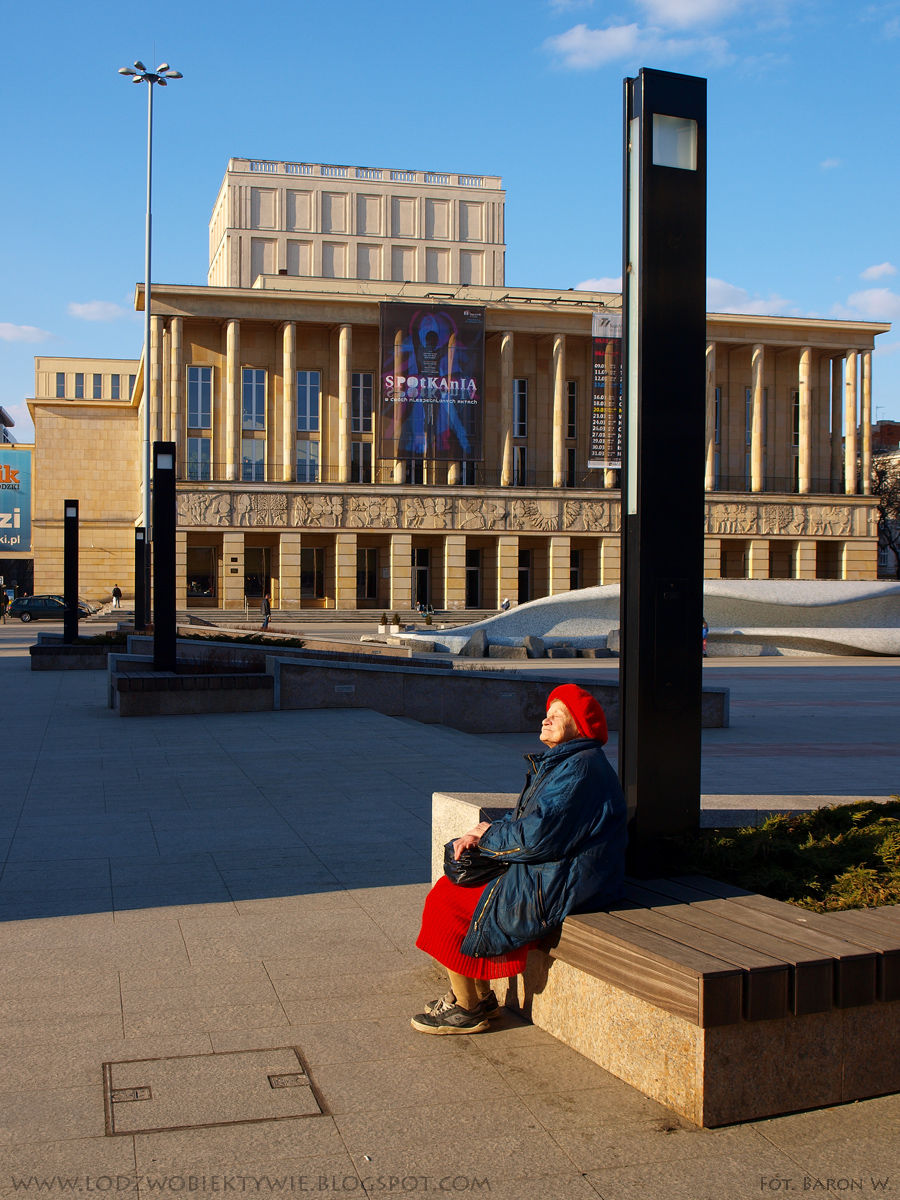
Plac Dąbrowskiego – widok od strony ulicy Narutowicza